# Phyllachora demersa
Phyllachora demersa är en svampart som först beskrevs av August Karl Joseph Corda, och fick sitt nu gällande namn av Pier Andrea Saccardo 1883. Phyllachora demersa ingår i släktet Phyllachora och familjen Phyllachoraceae.   Inga underarter finns listade i Catalogue of Life.